# Martin Pahlmblad
Martin Pahlmblad (Lund, 9 maggio 1986) è un cestista svedese.

## Palmarès
- Campionato svedese: 4

Solna Vikings: 2007-08
Södertälje: 2012-13, 2013-14, 2018-19